# Hellmington
Pour plus de détails, voir Fiche technique et Distribution.
Hellmington est un film canadien réalisé par Justin Hewitt-Drakulic et Alex Lee Williams, sorti le 27 octobre 2018.

## Synopsis
Au chevet de son père, la détective Samantha Woodhouse entend les derniers mots de la bouche de celui-ci avant de mourir: le nom d'une jeune fille morte il y a plusieurs années, Katie Owens. Elle enquête sur le village la mort mystérieuse et encore non élucidée de cette personne mais tout ce ne sera pas facile puisqu'elle se rend compte que la mort suspecte de son père et de plusieurs résidents du village sont interconnectés dans l'affaire d'une secte de vengeance dirigée par cette même Katie Owens, censée être morte.

## Fiche technique
- Titre original : Hellmington
- Réalisation : Justin Hewitt-Drakulic, Alex Lee Williams
- Scénario : Justin Hewitt-Drakulic,  Alex Lee Williams
- Production : Michelle Aseltine
- Coproduction : Sean Buckley, Nathan Freeman, J. Joly, Bill Marks (Producteurs exécutifs)
 Michael Roknic (Producteur associé)
- Musique : Cults
- Photographie : Michael Caterina
- Scénario, adaptation, dialogues : Ken Simpson
- Décors: Lindzi Armstrong
- Direction artistique : Eryn McCarthy
- Costumes : Judith Ann Clancy
- Maquillage : Karly Madill (Maquilleuse), Erin Sweeney (Effets spéciaux)
- Sociétés de production : Blind Luck Pictures, The Coup Company, Vortex Words Pictures
- Budget : 1M$CAD
- Pays d'origine :  Canada
- Langue originale : anglais
- Genre : Horreur, drame et thriller
- Durée : 83 minutes
- Date de sortie : 27 octobre 2018

## Distribution
- Nicola Correia-Damude : Samantha Woodhouse
- Yannick Bisson : professeur Freeborn
- Munro Chambers : Brad Kovacs
- Michael Ironside : Rupert Woodhouse
- Sharon Canovas : Ginger Woodhouse
- Allegra Fulton : Maggie Owens
- Gabe Grey : Abdi Khan
- Adam MacDonald : Lance Mansbridge
- Monica Parker : Claudette Gaudin
- Angelica Stirpe : Katie Owens
- John Talbot : Lester Jackson
- Robin Archer : Doug Peart
- Andre Bussieres : Joe Woodhouse
- Kyra Harper : Coroner Hirsch
- Sirena Gulamgaus : Ashley Woodhouse
- Phil Luzi : Vic Owens
- Rob McCubbin : Richard Ruby
- Amanda Smith : Tante Judy
- Shannon McDonough : Pat la gérante de motel
- Tim Ervick : propriétaire de bar
- Morgan Bedard : garçon au party #1
- Jim Calarco : prêtre
- Jesse Camacho : prédicateur
- Melanie Demers : propriétaire de restaurant
- Lucy Machida-Gleadall : fille aux funérailles
- Corey Pascall : le revenant